# Högs kyrka, Hälsingland
Högs kyrka ligger i ett fornlämningsrikt område knappt en mil väster om Hudiksvall. Den var församlingskyrka i Högs församling och tillhör Forsa-Högs församling i Uppsala stift sedan 2006.

## Kyrkobyggnaden
Kyrkan uppfördes ursprungligen på 1190-talet. Under senare medeltiden förlängdes kyrkan åt väster.
Åren 1702–1703 förlängdes kyrkan även österut. Då tog man ner de gamla stenvalven och ersatte med stjärnvalv av trä.

## Övriga byggnader
En stiglucka finns på kyrkogården. Den var ursprungligen avsedd som ingång till kyrkogården, men har tappat denna funktion sedan kyrkogården utvidgades. Invid kyrkan finns 2 runstenar.

## Inventarier
I kyrkan finns flera medeltida träskulpturer, bland annat ett altarskåp som dateras till 1471. I kyrkan finns även en processionsfana från omkring år 1500.
Predikstolen kom till kyrkan 1671, och dopfunten är huggen av Sighraf.

### Orgel
- 1860 byggde Daniel Björkstrand, Alfta en orgel med 5 stämmor.
- 1916 byggde Erik Henrik Eriksson, Sundbybergs köping en orgel med 10 stämmor, två manualer och pedal.
- Den nuvarande orgeln byggdes 1949 av A Mårtenssons Orgelfabrik AB, Lund och är en elektrisk orgel med slejflådor. Tonomfånget är på 56/30. Orgeln har två fria kombinationer.

| Huvudverk I     | Svällverk II        | Pedal          | Koppel   |
| Kvintadena 16'  | Vox retusa 8´       | Subbas 16´     | I/P      |
| Principal 8´    | Salicional 8'       | Kvintadena 16´ | II/P     |
| Gedackt 8´      | Voix céleste 8´     | Oktava 8´      | II/I     |
| Flöjt 8'        | Rörflöjt 8'         | Nachthorn 4'   | II 16'/I |
| Oktava 4'       | Principal 4'        | Blockflöjt 2'  | II 4´/I  |
| Spetsflöjt 4'   | Flûte octaviante 4' | Mixtur II      | II 4'/P  |
| Kvinta 2 2⁄3'   | Nasard 2 2⁄3'       | Fagott 16'     |          |
| Oktava 2'       | Svegel 2'           |                |          |
| Mixtur V 1 1⁄3' | Ters 1 3⁄5'         |                |          |
| Corno 8'        | Kvintcymbel III     |                |          |
|                 | Krumhorn 8'         |                |          |
|                 | Tremulant           |                |          |
|                 | Crescendosvällare   |                |          |

## Kyrkans närmaste omgivning
Utanför kyrkan finns två runstenar, Hälsinglands runinskrifter 11 och Hälsinglands runinskrifter 12. Nära kyrkan finns också en storhög.